# Ilha Maior
Ilha Maior é um periódico semanário açoriano, publicado na ilha do Pico.
Veiculado às sextas-feiras, constitui-se num veículo de informação tradicional sobre a ilha.

## História
Fundado em 1988, é de propriedade do Círculo de Amigos da Ilha do Pico, e tem como director Jorge Terra. A sua redacção localiza-se na vila da Madalena.